# Municipio de Little Falls (Minnesota)
El municipio de Little Falls (en inglés: Little Falls Township) es un municipio ubicado en el condado de Morrison en el estado estadounidense de Minnesota. En el año 2010 tenía una población de 1682 habitantes y una densidad poblacional de 17,94 personas por km².

## Geografía
El municipio de Little Falls se encuentra ubicado en las coordenadas 45°56′41″N 94°18′36″O / 45.94472, -94.31000. Según la Oficina del Censo de los Estados Unidos, el municipio tiene una superficie total de 93.76 km², de la cual 89,67 km² corresponden a tierra firme y (4,36 %) 4,09 km² es agua.

## Demografía
Según el censo de 2010, había 1682 personas residiendo en el municipio de Little Falls. La densidad de población era de 17,94 hab./km². De los 1682 habitantes, el municipio de Little Falls estaba compuesto por el 97,32 % blancos, el 0,59 % eran afroamericanos, el 0,06 % eran amerindios, el 0,18 % eran asiáticos, el 0,54 % eran de otras razas y el 1,31 % eran de una mezcla de razas. Del total de la población el 1,96 % eran hispanos o latinos de cualquier raza.